# Crown v. Stevens
Pour plus de détails, voir Fiche technique et Distribution.
Crown v. Stevens est un film britannique réalisé par Michael Powell, sorti en 1936. Le film est un quota quickie, c'est-à-dire un film a petit budget produit pour respecter les quotas de films britanniques selon le Cinematograph Films Act de 1927
.

## Synopsis
Une ancienne danseuse qui doit beaucoup d'argent à un usurier se marie à un homme qu'elle croit riche, mais qui s'avère sans le sou bien qu'il possède une forte assurance vie.

## Fiche technique
- Titre original : Crown v. Stevens
- Réalisation : Michael Powell
- Scénario : Brock Williams, d'après le roman Third Time Unlucky de Laurence Meynell
- Direction artistique : Peter Proud
- Photographie : Basil Emmott
- Son : Leslie Murray, H.C. Pearson
- Montage : Bert Bates
- Production exécutive : Irving Asher
- Société de production : Warner Brothers First National Productions
- Société de distribution : Warner Bros.
- Pays d’origine :  Royaume-Uni
- Langue originale : anglais
- Format : noir et blanc — 35 mm — 1,37:1 — son Mono (Western Electric Sound System)
- Genre : Film policier
- Durée : 66 minutes
- Date de sortie :
  - Royaume-Uni : 3 août 1936

## Distribution
- Beatrix Thomson : Doris Stevens
- Patric Knowles : Chris Jensen
- Glennis Lorimer : Molly Hobbes
- Reginald Purdell : Alf
- Allan Jeayes : Inspecteur Carter
- Frederick Piper : Arthur Stevens
- Googie Withers : Ella Levine
- Mabel Poulton : Mamie
- Davina Craig : Maggie, la bonne des Stevens
- Morris Harvey : Maurice Bayleck
- Bernard Miles : Wells, un policier